# Andrew Amos
Andrew Amos, né le 20 septembre 1863 à Southwark et mort le 2 octobre 1931 à Rotherhithe, est un footballeur anglais du XIXe siècle, ayant notamment joué pour Old Carthusians et les Corinthian. Il a aussi fait deux apparitions avec l'équipe nationale. Il est ensuite devenu ministre auprès de l'Église d'Angleterre.

## Biographie
Amos naît le 20 septembre 1863 dans le quartier de Southwark, à Londres. Il étudie à la Charterhouse School, où il est membre de l'équipe de football en 1882. Il part ensuite pour le Clare College, où il reçoit son blue, un prix décerné aux sportifs de haut niveau.

## Carrière footballistique
Après ses études, il commence à jouer avec les Old Carthusians, avant de rejoindre les Corinthian, deux ans après la fondation du club, lorsqu'en décembre 1884, le club affronte sept équipes professionnels en huit jours.
Le premier match est contre les Blackburn Rovers, tenant en titre de la FA Cup et, selon Rob Cavallini dans History of the Corinthian Football Club : « Ce qui s'est passé est tout simplement remarquable, les Corinthian ont tout simplement submergé une grande puissance anglaise et mondiale dans leur propre stade, 8-1. » Amos joue défenseur central lors de ce match. Il dispute en tout cinq des sept matchs de la tournée.
En 1885, il est sélectionné avec l'équipe d'Angleterre, pour un match du British Home Championship contre l'Écosse le 21 mars. Il est alors encore joueur des Old Carthusians. Andrew Amos joue la moitié de ce match, qui se termine sur un score de 1-1. Il est appelé une seconde fois en sélection un an plus tard, lors de la réception du Pays de Galles. Jusqu'à récemment, le second but de ce match était accordé à Tinsley Lindley, mais des documents récents contredise cette thèse, et indiquent que c'est bien Andrew Amos qui l'a marqué.
Amos continue ensuite à jouer pour les Corinthian, et après 47 matchs sous les couleurs du club londonien, il part jouer pour Hitchin Town en novembre 1889.

## Carrière de ministre du culte
Amos est ordonné prêtre en 1887, et ministre à Londres de 1889 à octobre 1921, moment où il devient recteur, à Rotherhithe. Il occupe ce poste jusqu'à sa mort, en 1931.
Il sert également en tant que conseiller du Bermondsey Borough Council, avant d'être élu alderman.